# Вольфганг Штайнбауер
Вольфганг Штайнбауер (нім. Wolfgang Steinbauer; 6 травня 1888, Страсбург — 27 січня 1978, Кельн) — німецький офіцер-підводник, капітан-лейтенант кайзерліхмаріне, фрегаттен-капітан крігсмаріне. Кавалер ордена Pour le Mérite.

## Біографія

### Початок кар'єри
У квітні 1908 року вступив на флот, служив на великому крейсері «Ганза». Разом з ним у команді 1908 року навчалися 48 інших майбутніх командирів підводних човнів, з яких 28 загинули під час Першої світової війни. В 1910 році Вольфганг Штайнбауер навчався на спеціальних курсах. 27 вересня 1911 року призначений вахтовим офіцером на броненосці «Поммеранія».
У грудні 1914 року переведений в школу підводного плавання, після закінчення якої призначений другим вахтовим офіцером на підводний човен SM U-35, яким командував Вальдемар Копгамель. 13 листопада 1915 року командиром човна став Лотар фон Арно де ла Пер'єр. Під командуванням цих двох підводних асів Штайнбауер збагнув основи підводної війни, став першим помічником капітана на SM U-35. Арно де ла Пер'єр був задоволений своїм заступником і рекомендував призначити Штайнбауера на посаду командира підводним човном.

### Командир SM UB-47
4 липня 1916 року молодий офіцер був призначений командиром найновішого підводного човна SM UB-47, який належав до типу UB II. SM UB-47 була відряджена до флотилії німецьких підводних човнів в австрійській базі Пула.

#### Перші самостійні перемоги
17 серпня 1916 року Штайнбауер на SM UB-47 досяг перших успіхів. Він потопив італійський пароплав на південь від мису Матапан. Хоча Італія та Німеччина ще офіційно не перебувати у стані війни ще десять днів, але німецькі підводні човни у Середземному морі регулярно атакували італійські судна, видаючи себе за австро-угорські підводні човни, піднімаючи прапор ВМС двоєдиної монархії. Потоплений ним океанський лайнер Stampalia вотдотоннажністю 9 000 брт, який раніше був у пасажирському сполученні між Нью-Йорком та Генуєю, і був одним із перших італійських торгових суден, яке було озброєне спеціально проти атак підводних човнів. У момент свого потоплення лайнер перебував на службі італійського уряду, але не перевозив пасажирів. Про жертви в екіпажі Stampalia під час потоплення її SM UB-47 не повідомлялося.
Через 3 тижні Штайнбауер потопив три кораблі в той самий день. 8 вересня 1916 року біля мису Матапан він потопив британський пароплав Butetown (3789 брт), що прямував з Мальти до Мудро з вантажем вугілля. Потім потопив інший британський пароплав Llangorse (3 841 брт) який перевозив вантаж канадського вівса в Салоніки. Третім кораблем був грецький пароплав Spetzai (1904 брт), що прямував з Кіпру до Ліверпуля. І знову обійшлося без жертв, екіпажі були врятовані та висадились у Марселі 16 вересня 1916 року.
4 жовтня 1916 року Штайнбауер потопив за 224 милях на схід від Мальти військовий транспорт SS Franconia (18 510 брт), найбільший корабель у його кар'єрі. Franconia є п'ятим за величиною кораблем, потопленим підводним човном під час Першої світової війни. На щастя, в момент атаки він не перевозив пасажирів, і жертвами стали лише 12 моряків з числа екіпажу пароплава, решту 302 вцілілих з Franconia підібрав шпитальний корабель Dover Castle.
11 жовтня жертвою Штайнбауер став британський пароплав Crosshill (5002 брт) потоплений на захід від Мальти. У ході цієї атаки загинули 4 людини і багато коней, яких перевозив Crosshill. Наступного дня був атакований британський корабель Sebek, який прямував до Олександрії. Він був торпедований на південний схід від Гозо, хоча німецьке адміралтейство повідомило про його потоплення, капітан Sebek зміг посадити свій пароплав на мілину і запобігти його потопленню.
14 жовтня поблизу Сіракуз у Сицилії, SM UB-47 потопила п'ять невеликих італійських вітрильних суден: Annunziata (61 брт), Elena (52 брт), Il Nuovo S. Luigi (39 брт), Il Redentore (80 брт) та La Nuova Concettina (32 брт). Наступного дня Штайнбауер закрив жовтень потопленням грецького пароплава Avis.

#### Потоплення броненосця Gaulois
У грудні 1916 року Штайнбауер на SM UB-47 патрулював у Егейському морі біля південного узбережжя Греції, де виявив великий військовий корабель серед кораблів ескорту. Виявленим кораблем виявився французький ескадрений броненосець Gaulois.
У грудні 1916 року лінкор Gaulois, після ремонту у Франції, здійснював перехід у Дарданелли. 27 грудня 1916 року Gaulois йшов в ескорті міноносця і двох озброєних траулерів і в 30 морських милях від острова Церіго його виявив підводний човен SM UB-47. Штайнбауер вирішив його атакувати. Торпеда вразила корабель трохи позаду грот-щогли і викликала великий вибух. Вибухом убило двох членів команди, ще двоє потонули, коли спробували залишити приречений корабель.
Через 22 хвилини після влучення торпеди Gaulois перекинувся і через 14 хвилин затонув недалеко від мису Меліс в точці з координатами (36.15 ° пн. ш. 23.42 ° ст. д.). Кораблі супроводу врятували майже весь екіпаж загиблого броненосця.

#### Подальші успіхи на UB-47
Першого дня нового 1917 року Штайнбауер знову відзначився. Його човен за 67 миль від мису Матапан, торпедував і потопив пасажирський пароплав компанії «Кунард Лайн» SS Ivernia (14 278 брт). Ivernia використовувалася британським флотом як десантний корабель і під командуванням капітана Вільяма Т. Тернера переправляла війська на Салоніцький фронт. Через важкі погодні умови під час потоплення Ivernia загинули 120 солдатів і офіцерів десанту та 33 моряків екіпажу корабля. Ivernia затонула в точці з координатами (35.30° пн. ш. 22.53° сх. д.) і вона була на 20-му місці серед загиблих кораблів Першої світової війни.
Через два дні після потоплення Ivernia Штайнбауер під час торпедної атаки пошкодив британський пароплав Huntsend (8818 брт), при цьому загинула одна людина.
Останніх успіхів на човні UB-47 Штайнбауер досяг у березні 1917 року. 1 березня 1917 року поблизу затоки Судна UB-47 торпедувала та пошкодила британський пароплав Euterpe (3540 брт). При атаці загинули два британські моряки. Через тиждень, 8 березня, Штайнбауер за 52 морські милі від мису Сідеро відправив на дно британський пароплав Georgian (5088 брт). Британський корабель перевозив урядові запаси, п'ятеро його екіпажу загинули.

#### Підсумки бойової діяльності на UB-47
1 квітня 1917 року Штейнбауер передав командування над UB-47 обер-лейтенанту-цур-зее Гансу Герману Вендландту, а сам отримав призначення на новий човен. На човні UB 47 за Штайнбауером вважаються потопленими 14 торгових суден і 1 ескадрений броненосець, і ще три судна він пошкодив.

### Командир нового човна SM UB-48
11 червня 1917 року Штайнбауер отримав під своє командування нову субмарину SM UB-48, перший човен типу UB III.

#### Перехід UB-48 із Німеччини на Середземне море
Прийнявши і випробувавши новий човен, Штайнбауер вирушив на ньому в перший похід. Планувалося перегнати човен з Німеччини навколо Британських островів на середземноморський театр бойових дій, вже знайому йому австрійську базу в Пулі.
12 серпня 1917 року в Данській протоці він потопив перший корабель на SM UB-48, ним став британський пароплав Roanoke (2300 брт). Roanoke перевозив генеральні вантажі. Обійшлося без жертв, а капітан пароплава був взятий в полон.
14 серпня 1917 року  Штайнбауер біля північно-західного узбережжя Ірландії торпедував і потопив з усім екіпажем судно-пастку HMS Prize. HMS Prize раніше був трищоглової шхуною зі сталевим корпусом, яка під назвою Else ходила під німецьким прапором. Коли почалася війна шхуна була захоплена як трофей, і увійшла до складу канадського торгового флоту під назвою First Prize. Потім була реквізована Королівським флотом і перероблена в судно-пастку HMS Prize, командувати яку призначили Вільяма Едварда Сандерса.
У цьому поході за планами британців HMS Prize мав діяти спільно з підводним човном HMS D-6. Якщо судно-пастка виявляла ворожий підводний човен, вона передавала умовний сигнал на HMS D-6 і той повинен був потопити ворога. 13 серпня 1917 року британський спостерігач помітив SM UB-48. Сандерс вирішив використовувати гармати судна-пастки, щоб обстріляти німецький підводний човен і він не зміг би зануритися. Але німецький підводний човен занурився, не отримавши пошкодження. Штайнбауер був сповнений рішучості потопити пастку і переслідував корабель супротивника.
Коли стемніло, SM UB-48 сплив на поверхню. Штайнбауер побачив вдалині вогник, вважаючи, що це, швидше за все, хтось на борту HMS Prize, відкривав ілюмінатор або закурював люльку або цигарку, наказав випустити дві торпеди, одна з яких вразила судно-пастку і вибухнула. Досліджуючи те, що залишилося британського корабля, він знайшов лише уламки та тіло одного моряка. HMS D-6 так і не зміг атакувати підводний човен противника, як і врятувати когось з екіпажу HMS Prize.
18 серпня 1917 року за 172 милі від Естака-де-Варес Штайнбауер потопив норвезький пароплав Kongsli, який у баласті йшов із французького порту Сен-Назер в американський Балтімор.
Потім 20 серпня біля берегів Португалії Штайнбауер відправив на дно два португальські траулери Serra Do Marao (74 брт) і Serra Do Pilar (65 брт).
23 серпня 1917 року в 25 милях на захід від мису Спартель SM UB-48 відправила на дно британський пароплав Winlaton (3270 брт). Winlaton перевозив вугілля та військово-морські запаси. У ході потоплення загинули двоє моряків, а капітан пароплава був взятий у полон.
Після подолання Гібралтарської протоки Штайнбауер пішов уздовж північного узбережжя Африки. Тут пізно ввечері 26 серпня 1917 року за 3 милі на північний захід від мису Тенес біля узбережжя Алжиру було потоплено пароплав Hathor (3 823 брт). Корабель перевозив генеральний вантаж маршрутом Ліверпуль-Олександрія. Британці втратили одного моряка загиблим і капітана, якого німці взяли в полон. Hathor був останнім кораблем, потопленим у цьому поході.

#### Подальші успіхи SM UB-48
У жовтні 1917 року Штайнбауер продовжив боротьбу з ворожими торговими суднами, потопивши 6 транспортів.
2 жовтня 1917 року за 19 миль на південний захід від мису Сент-Марія-ді-Леука він торпедував італійський пароплав Imera (1172 брт). 6 жовтня за 37 миль від Паксо торпедував італійський пасажирський пароплав Citta Di Bari (1 489 брт). 9 жовтня жертвою Штайнбауера став невеликий грецький пароплав Niki (511 брт), потоплений приблизно за 30 миль на північ від мису Матапан.
14 жовтня 1917 року SM UB-48 біля узбережжя Греції в Мессінській затоці торпедувала італійський пароплав Valparaiso (4930 брт). 19 жовтня на дно Егейського моря пішов британський пароплав Pera (7635 брт). Судно йшло з Ліверпуля до Калькутти і перевозило генеральний вантаж та вугілля. У ході атаки один британський матрос загинув. Наступного дня був потоплений ще один британський пароплав Collegian (7 520 брт), який перевозив генеральний вантаж з Ліверпуля до Калькутти.
27 листопада 1917 року Штайнбауер у Сицилійській протоці пошкодив британський пароплав Glenbridge (3845 брт). Наступну подвійну перемогу він здобув 4 грудня 1917 року, потопивши поблизу мису Кап-де-Фер біля узбережжя Алжиру британський пароплав Dowlais (3 016 брт) і грецький Gerasimos (3 845 брт). Разомі з Dowlais на дно пішов вантаж мідної руди та 26 британських моряків. Останнім кораблем, потопленим SM UB-48 в 1917 році, став британський пароплав Consols (3 756 брт). 8 грудня пароплав був торпедований за 40 миль від мису Бон, але він йшов у баласті і від отриманих пошкоджень не затонув. Тому наступного дня Consols був добитий артилеристами човна.

#### Початок кампанії 1918 року
У новому 1918 році Штайнбауер здійснив перший похід в році і четвертий за рахунком на SM UB-48. Човен крейсував біля берегів Італії та Франції.
27 січня 1918 року на захід від Сицилії було зупинено та потоплено італійське вітрильне судно Volonta Di Dio (43 брт), завантажене картоплею. Через 2 дні вже за 30 миль на північний захід від Корсики був потоплений невеликий італійський пароплав Harlaw (821 брт), який перевозив буре вугілля з французького Марселя до італійської Спеції.
У лютому Штайнбауер продовжив палити ворожі транспорти. 2 лютого він торпедував і потопив у марсельській затоці приблизно за 40 миль від мису Креус три пароплави. Першим був британський пароплав Celia (5 004 брт), другим — італійський пароплав Edilio (4 719 брт), а третім став вантажений вугіллям британський пароплав Newminster Abbey (3 114 брт). Наступного дня за 20 миль від мису Креус на дно пішов британський пароплав Aboukir (3 660 брт), а його капітан став бранцем німецьких підводників. Останнім кораблем, потопленим у цьому поході, став британський пароплав Sturton (4406 брт). Він був пущений на дно з вантажем сталі та вівса, за 15 миль від острова Поркероль.

#### П'ятий похід на UB-48
18 квітня 1918 року Штайнбауер на своєму човні вирушив в черговий, п'ятий за рахунком, похід на UB-48. 24 квітня UB-48 не змогла атакувати конвой, що сильно охоронявся, в Сицилійській протоці.
Через два дні, 26 квітня 1918 року, на шляху його човна опинився французький конвой з Марселя до Бізерту, що складається з чотирьох транспортів та трьох озброєних траулерів. У самому центрі Тірренського моря, прямо навпроти Сардинії, Штайнбауер чотириторпедним залпом атакував конвой. Внаслідок влучення майже миттєво пішов на дно французький транспорт Leopold d'Or (2 300 брт) і був тяжко пошкоджений британський пароплав Upada (5 257 брт).
В результаті торпедного влучення Upada втратив хід залишився на місці, а Штайнбауер продовжив переслідування у сутінках. Ескорт конвою протягом ночі втратив і два транспорти, що залишилися, і в 47 милях на південний захід від мису Спартівенто Штайнбауер виявив самотній британський танкер Romany (3593 брт), що прямував у баласті до Порт-Саїда. Торпедувавши судно, яке теж втратило хід, Штайнбауер, який не бажав витрачати дорогоцінні торпеди, протягом цілої години розстрілював танкер фугасними снарядами, поки під кінець побиття не з'явився ескорт — озброєний траулер Saint Jean.
Штайнбауер, виявивши нового супротивника, без вагань пішов в атаку на Saint Jean. Коли каноніри SM UB-48 накрили місток Saint Jean, офіцер траулера Румегуерас вирішив вийти з бою. Після загибелі старших офіцерів Saint Jean відмовився від атаки супротивника, а після ще двох влучань розвернувся і став рятуватися втечею.
Щодо командира SM UB-48, то він аж ніяк не збирався зупинятися на досягнутому. Так як танкер Romany тихо затонув на світанку без втрат в екіпажі, а з радіоперехоплення Штайнбауер встановив, що пошкоджений ним транспорт Upada збираються врятувати, відбуксувавши в порт Карлофорте на південно-західному узбережжі Сардинії. Штайнбауер прийняв сміливе рішення прорватися в гавань і знищити його.
Вдень 28 квітня 1918 року Штайнбауер, прямуючи у підводному положенні за англійським морським буксиром, пройшов мінні загородження, пройшов південним каналом і уважно обстежив гавань Карлофорте. Пошкоджений танкер Upada він не знайшов. Проте Штайнбауер виявив транспорт Kingstonian (6564 брт), який і вирішив атакувати.
Буксири Dalkeith і Moose стояли по обох бортах транспорт Kingstonian, з'єднані з ним шлангами, і відкачували воду з відсіків пошкодженого судна.
До вечора 28 квітня Kingstonian був практично готовий до транспортування на ремонт у Кальярі. Потужні помпи буксирів було зупинено, шланги від'єднані від твіндеків пароплава. Денні роботи були закінчені, але за усталеною практикою рятувальники залишилися біля бортів «потерпілого». Ніч була безмісячною, дув слабкий західний бриз. Люди, що засипали після трудового дня, не знали одного — Вольфганг Штайнбауер, побачивши два буксири під парами біля бортів Kingstonian, холоднокровно покинув гавань і чекав на великий видобуток на глибокій воді. Він вирішив, що буксири готуються виводити судно в море, хоча насправді вони просто розвивали повну потужність своїх помп, що відкачують.
Не дочекавшись, о 05:40 ранку 29 квітня, слідуючи вже знайомому фарватеру, розвинувши максимальну швидкість і заздалегідь піднявши артилерійські снаряди на палубу, Штайнбауер почав атаку. По Kingstonian він вистрілив торпедою, напевно, з 600 метрів, при цьому глибина ходу була встановлена в чотири метри, щоб торпеда пройшла під буксиром. Розрахунок виявився не лише вірним для транспорту, а й смертельним для Dalkeith. Торпеда пройшла точно під ним і потрапила до машинного відділення Kingstonian, але вибух на мінімальній відстані та малій глибині виявився згубним для старого буксира.
Kingstonian в результаті влучання розвалився на дві частини, піднявши високий стовп диму в ознаменування своєї остаточної загибелі, але не здався — розрахунок вцілілої в носовій частині транспорту спробував відкрити вогонь. Доля «Далкейта» була не менш сумною – буксир затонув протягом двох хвилин. З його екіпажу загинули 8 людей – 3 англійців та 5 матросів, набраних із місцевих греків. Відразу після влучення торпеди каноніри Штайнбауера відкрили вогонь по залишках Kingstonian, що вцілів Moose і третьої мети – великій дерев'яній чотирищоглової шхуні Monte Bianco (988 брт). Всі ці судна отримали пошкодження, причому вітрильник спалахнув. На кораблях загинула лише одна людина на Kingstonian.
2 випадкові снаряди із SM UB-48 потрапили до будинку на набережній Карлофорті, в якому загинули дві жінки.
Берегові батареї Карлофорте розпочали обстріл SM UB-48 з великим запізненням і вели його погано й ціль не вразили. З гавані навперейми човну вискочив італійський торпедний катер, але артилерійський розрахунок SM UB-48 зустрів його точним вогнем, і катер вирішив не ризикувати і повернувся назад. Італійський озброєний траулер і французький військово-морський буксир, що перебували на прикритті південних підходів до порту, через повну дезорганізацію і паніки взагалі нічого не змогли вжити.
Посіявши протягом кількох хвилин повний хаос у захищеній гавані, Штайнбауер на повному ходу відходив на глибоку воду. Вже о 06:00 він поринув і вийшов у відкрите море.
Не заспокоївшись на цьому, Штайнбауер, досягнувши мису Спероне на північному краю острова Сант-Антіоко, наказав розстріляти радіотелеграфну станцію і залишив води Сардинії, тільки побачивши на горизонті дирижабль. Його запис за підсумками дня в бортовому журналі був безтурботний і вкрай лаконічний: «З'явився туман, море абсолютно спокійне. Я йду».
Взявши курс на північний захід, Штайнбауер пішов у Ліонську затоку. Там він уже через два дні, 1 травня, зустрів великий конвой із 17 суден, що прямував на південь. Застосувавши класичну тактику, командир SM UB-48 переслідував конвой до настання ночі, після чого при місячному світлі здійснив дві стрімкі атаки — і два пароплави, британський Franklin (4919 брт) і американський Tyler (3928 брт) були потоплені на схід від порту Махона, причому на американському кораблі загинули 11 людей. Контратака ескорту виявилася безрезультатною — глибинні бомби лягли далеко осторонь.
Останньою жертвою Штайнбауера у цьому поході став британський пароплав Clan Ross (5971 брт), атакований біля Тулону. Після влучення торпеди транспорт залишився на плаву, і командир SM UB-48 знову продемонстрував хоробрість та зневагу до ворога. Випливши на повному ходу поблизу головної бази противника, він всадив вісім фугасних снарядів під ватерлінію транспорту. Незважаючи на пошкодження та загибель 9 моряків Clan Ross вдалося врятувати, його відбуксирували до Тулону.

#### Останні походи SM UB-48
У новому поході Штайнбауер першу перемогу здобув 3 червня 1918 року. SM UB-48  зупинив і потопив за 82 милі на південь від Кап Сент Марія ді Леука італійський дерев'яний бриг Sant' Antonio (389 брт). Потім 5 червня Штайнбауер потопив у Мессінській протоці ще один італійський вітрильник, шхуну Christophero Colombo (264 брт), яка перевозила фосфати з Тунісу в Італію.
10 червня 1918 року на південь від Балеарських островів був потоплений французький пароплав Nivernais (2555 брт), який перевозив овець з Алжиру в Марсель.
Пізно ввечері 12 червня 1918 року за 52 милі на північний схід від мису Кашин на узбережжі Алжиру Штайнбауер торпедував британський пароплав Penhallow (4 318 брт), який перевозив зерно з Буенос-Айреса до Італії. У ході цієї атаки загинув 1 матрос.
16 серпня 1918 року SM UB-48 торпедувала за 7 миль на північний захід від острова Іль-Русе біля Корсики французький військовий транспорт (колишній поштовий пароплав) Balkan (1 709 брт). Корабель перевозив війська, під час атаки загинуло близько 400 людей.
16 серпня 1918 року Штайнбауер зупинив і пізніше потопив за 30 миль від Паламосу (в районі Барселони) датський пароплав Nordboen (2 417 брт). Судно йшло у баласті з Генуї до Гібралтару. Обійшлося без жертв. Nordboen став останнім транспортом, потопленим Штайнбауером.
1 вересня 1918 року в районі Мессінського протоки SM UB-48 торпедувала два судна. Спершу британський пароплав Baron Minto (4 537 брт) которий перевозив пшеницю, а потім італійський пароплав Monviso. Незважаючи на отримані пошкодження, обидва кораблі залишилися на плаву і були врятовані.

#### Атака броненосця Voltaire
18 жовтня 1918 року в каналі Черві біля Мудроса SM UB-48 виявий французький ескадрений броненосець Voltaire. Штайнбауер вирішив атакувати таку важливу ціль. У ході атаки Voltaire був підірваний двома торпедами, але серйозних пошкоджень не отримав.
Це була остання перемога Вольфганга Штайнбауера, а пошкоджений Voltaire входить до найбільших кораблів, пошкоджених підводними човнами в роки Першої світової війни.
Незадовго до підписання перемир'я 28 жовтня 1918 року SM UB-48 був затоплений своїми екіпажем.

### Підсумки бойової діяльності Штайнбауера
На SM UB-48 Штайнбауер досяг вражаючих результатів, потопивши ще 36 суден союзників.
Загальний підсумок бойової діяльності Вольфганга Штайнбауера оцінюють у 50 потоплених кораблів та суден (181 571 тонна) та ще пошкоджених12 суден (60 480 тонн). Серед його жертв 2 броненосці, один з яких потоплений, а другий був пошкоджений. Ці успіхи ставлять його на 8-у позицію в рейтингу результативності командирів підводників Першої світової війни.
Крім того, Штайнбауер набув чималого досвіду атак новинки Антанти — конвоїв, у яких французькі транспорти прямували з метрополії до Алжиру та Тунісу і назад, а британські — до Мальти та Єгипту.

### Повоєнна доля
16 лютого 1920 року Вольфганг Штайнбауер пішов з військової служби, і про подробиці подальшого його життя мало відомостей.
У 1923 році він був включений до списку воєнних злочинців з числа офіцерів колишнього кайзерліхмаріне, але засуджений не був. З 1928 по 1939 року Штайнбауер працював у Північнонімецькому Ллойді і навіть був його представником в Аргентині.
Наприкінці серпня 1939 року повернувся на службу у ВМС. З жовтня 1939 по квітень 1945 року — керівник групи ВМС в командуванні озброєнь Кельна. 2 серпня 1945 року звільнений у відставку.
Після закінчення Другої світової війни Вольфганг Штайнбауер працював у приватній компанії з виробництва будівельних матеріалів Кельні. Окрім цього, він був канцлером Лицарського товариства ордена Pour le Mérite.

## Звання
- Морський кадет (1 квітня 1908)
- Фенріх-цур-зее (10 квітня 1909)
- Лейтенант-цур-зее (27 вересня 1911)
- Оберлейтенант-цур-зее (19 вересня 1914)
- Капітан-лейтенант (28 квітня 1918)
- Корветтен-капітан до розпорядження
- Фрегаттен-капітан до розпорядження (1 липня 1942)

## Нагороди
- Залізний хрест 2-го і 1-го класу
- Орден «За військові заслуги» (Баварія) 4-го класу з мечами
- Королівський орден дому Гогенцоллернів, лицарський хрест з мечами (9 січня 1917)
- Pour le Mérite (3 березня 1918)
- Нагрудний знак підводника (1918)
- Почесний хрест ветерана війни з мечами